# Tempo Music S.A.
Tempo Music S.A. est un label discographique de musique électronique espagnol, situé à Barcelone. Le label est fondé en 1998, et est spécialisé dans la publication et l'édition musicale. Tempo Music est enregistré au Registro Mercantil de Barcelona, et la société avait un chiffre d'affaires de plus de 3 000 000€. Il comptait également six sous-labels, Full Effect, Groove Tempo, Hard Traxx, House Tempo, Temprogressive et Uptempo. Tempo Music dépose le bilan en 2003.

## Histoire
Tempo Music S.A. est lancé le 29 octobre 1998. Des artistes comme Mónica « Monica X » Núñez éditeront leurs singles au label. Tempo Music recense de nombreux singles ayant atteint les classements musicaux. Le 6 avril 2002, Children des 4 Clubbers, et She Moves (La La La) de Karaja atteignent les 18e et 19e places, respectivement, du classement Billboard. The Smile Has Left Your... de Sylver atteint les classements en novembre 2002. En janvier 2003, les singles Cancion de Amor de Carlitos et El Mar de DJ Nano atteignent les 11e et 15e places, respectivement, du classement Billboard.
Tempo Music dépose le bilan en juin 2003. Pour Frank T.R.A.X., ancien membre au label, la perte de Tempo Music est une tragédie dans l'industrie musicale.

## Uptempo
Pour les articles homonymes, voir Uptempo.
Uptempo est un label discographique de makina fondé en 1999, et est à l'origine une division musicale de Tempo Music localisée à Barcelone, en Espagne. Uptempo publie son premier vinyle intitulé Inside the Music de DJ Cumpli, catalogué UT7001MX. Après 267 EPs à son actif, Uptempo termine ses activités en publiant un dernier vinyle intitulé Show Must Go On de The Ultimate Countdow, en 2003, catalogué UT7268MX. Uptempo possède l'un des plus grands catalogues spécialisés dans la makina, après le label Bit Music. Des artistes locaux ayant atteint les classements Billboard comme Xavi Metralla, DJ Skudero et Gerard Requena, et internationaux comme Scott Brown, sont publiés chez Uptempo. Il cesse ses activités concomitamment à Tempo Music en 2003.